# Rondeletia hypoleuca
Rondeletia hypoleuca är en måreväxtart som beskrevs av August Heinrich Rudolf Grisebach. Rondeletia hypoleuca ingår i släktet Rondeletia och familjen måreväxter. Inga underarter finns listade i Catalogue of Life.